# 도태호
도태호(都泰鎬, 1960년 11월 19일 ~ 2017년 9월 26일)는 대한민국의 공무원이다.

## 생애
경상북도 성주군 출신이다. 대건고등학교와 서울대학교 국제경제학과를 나온 그는 1987년 제31회 행정고시에 합격하여 주택정책관, 도로정책관, 공공기관지방이전추진단 부단장 등을 역임했다.
2007년 제17대 대통령직인수위원회 전문위원으로 발탁되었다. 이명박 정부 때 국토해양부 정책관으로서 부동산 규제 완화에 주력하였다. 행시 31회 중 국토부에서는 처음으로 2013년 실장급에 올라 박근혜 정부의 2013년 4월 1일 부동산 대책 이후 후속 대책들을 통해 주택시장을 정상화하는 데 기여했다는 평가를 받았다.
2016년 1월 수원시 제2부시장에 임명되어 수원컨벤션센터, 영흥공원, 수원군공항 이전 등의 수원시 현안사업을 해결하였다.
2017년 9월 26일 오전 8시 확대간부회의 및 오후 2시 자동차매매상사 온라인등록시스템 협약식 등의 일정을 정상적으로 수행하였으나 오후 3시 경기도 수원시 영통구 원천저수지에서 숨진 채 발견됐다.

## 학력
- 대건고등학교
- 서울대학교 국제경제학 학사
- 서울대학교 행정대학원 정책학 석사
- 시러큐스 대학교 대학원 경제학 석사
- 안양대학교 대학원 도시정보공학 박사

## 경력
2016.01 ~ 2017.09
경기도 수원시 제2부시장
2014.05 ~ 2016.01
국토교통부 기획조정실 실장
2013.04 ~ 2014.05
국토교통부 주택토지실 실장
2013.03 ~ 2013.04
국토교통부 공공기관지방이전추진단 부단장
2012.06 ~ 2013.03
국토해양부 공공기관지방이전추진단 부단장
2011.07
국토해양부 도로정책관
2010.01
국토해양부 건설정책관
2008.03
국토해양부 주택정책관
1987
제31회 행정고시 합격